# Cesònia
Cesònia o, segons Dió Cassi, Milònia Cesònia (en llatí Caesonia o Milonia Caesonia) va ser en principi l'amant i després esposa de Calígula.
No era gaire maca ni jove, però si molt llicenciosa, quan Calígula se'n va enamorar. Llavors ja era mare de tres filles que havia tingut amb un altre marit. Calígula estava casat amb Lòl·lia Paulina de la que es va divorciar per casar-se amb Cesònia que va tenir un fill amb ell l'any 38.
Segons Suetoni, Calígula s'hi va casar el mateix dia que va tenir una filla (Júlia Drusil·la) però segons Dió Cassi aquesta filla va néixer un mes abans. Cesònia va conservar l'afecte de Calígula fins al final de la seva vida i es diu que li va donar pocions amoroses especials que haurien contribuït a la malaltia mental de l'emperador. Calígula la va sotmetre a tota classe de vexacions i un dia la va passejar nua davant de les tropes. Van morir assassinades, ella i la seva filla el mateix dia que Calígula.